# Amt Anklam-Land
Het Amt Anklam-Land is een samenwerkingsverband van 18 gemeenten in het  Landkreis Vorpommern-Greifswald in de Duitse deelstaat Mecklenburg-Voor-Pommeren. Het Amt telt 9.484 inwoners. Het bestuurscentrum bevindt zich in Spantekow. 

## Gemeenten
1. Bargischow (286)
2. Blesewitz (242)
3. Boldekow (660)
4. Bugewitz (232)
5. Butzow (434)
6. Ducherow (2.421)
7. Iven (180)
8. Krien (661)
9. Krusenfelde (154)
10. Medow (486)
11. Neetzow-Liepen (807)
12. Neu Kosenow (473)
13. Neuenkirchen (215)
14. Postlow (296)
15. Rossin (167)
16. Sarnow (390)
17. Spantekow * (1.105)
18. Stolpe (275)